# Open de la Ruhr de snooker 2013
L'Open de la Ruhr 2013 est un tournoi de snooker classé mineur, qui s'est déroulé du 3 au 6 octobre 2013 à la RWE Sporthalle à Mülheim en Allemagne.

## Déroulement
Il s'agit de la septième épreuve du championnat européen des joueurs, une série de tournois disputés en Europe (8 épreuves) et en Asie (4 épreuves), lors desquels les joueurs doivent accumuler des points afin de se qualifier pour la grande finale à Preston.
L'événement compte un total de 185 participants, dont 128 ont atteint le tableau final. Le vainqueur remporte une prime de 25 000 €.
Le tournoi est remporté par Mark Allen qui domine Ding Junhui en finale 4 à 1. Allen a remercié son entraineur Terry Griffiths avec qui il a beaucoup travaillé sur sa technique récemment.
Au premier tour, Neil Robertson a remarquablement remporté son match 4 à 0 en réalisant quatre centuries, sur un score total de 419 points à 0.

## Dotation
La répartition des prix est la suivante :
- Vainqueur : 25 000 €
- Finaliste : 12 000 €
- Demi-finaliste : 6 000 €
- Quart de finaliste : 4 000 €
- 8èmes de finale : 2 300 €
- 16èmes de finale : 1 200 €
- Deuxième tour : 700 €
- Dotation totale : 125 000 €

## Phases finales
|  | Quarts de finale au meilleur des 7 manches | Quarts de finale au meilleur des 7 manches | Quarts de finale au meilleur des 7 manches |            |                 | Demi-finales au meilleur des 7 manches | Demi-finales au meilleur des 7 manches | Demi-finales au meilleur des 7 manches |  |  | Finale au meilleur des 7 manches | Finale au meilleur des 7 manches | Finale au meilleur des 7 manches |
|  |                                            |                                            |                                            |            |                 |                                        |                                        |                                        |  |  |                                  |                                  |                                  |
|  |                                            | Ben Woollaston                             | 3                                          |            |                 |                                        |                                        |                                        |  |  |                                  |                                  |                                  |
|  |                                            | Stephen Maguire                            | 4                                          |            |                 |                                        |                                        |                                        |  |  |                                  |                                  |                                  |
|  |                                            | Stephen Maguire                            | 4                                          |            | Stephen Maguire | 3                                      |                                        |                                        |  |  |                                  |                                  |                                  |
|  |                                            |                                            |                                            |            | Stephen Maguire | 3                                      |                                        |                                        |  |  |                                  |                                  |                                  |
|  |                                            |                                            | Ding Junhui                                | 4          |                 |                                        |                                        |                                        |  |  |                                  |                                  |                                  |
|  |                                            | Ryan Day                                   | Ding Junhui                                | 4          | 1               |                                        |                                        |                                        |  |  |                                  |                                  |                                  |
|  |                                            | Ryan Day                                   |                                            |            | 1               |                                        |                                        |                                        |  |  |                                  |                                  |                                  |
|  |                                            | Ding Junhui                                | 4                                          |            |                 |                                        |                                        |                                        |  |  |                                  |                                  |                                  |
|  |                                            |                                            |                                            |            |                 |                                        |                                        |                                        |  |  |                                  | Ding Junhui                      | 1                                |
|  |                                            |                                            |                                            | Mark Allen | 4               |                                        |                                        |                                        |  |  |                                  |                                  |                                  |
|  |                                            | Robbie Wiliams                             | 4                                          |            |                 |                                        |                                        |                                        |  |  |                                  |                                  |                                  |
|  |                                            | Luca Brecel                                | 3                                          |            |                 |                                        |                                        |                                        |  |  |                                  |                                  |                                  |
|  |                                            | Luca Brecel                                | 3                                          |            | Robbie Wiliams  | 0                                      |                                        |                                        |  |  |                                  |                                  |                                  |
|  |                                            |                                            |                                            |            | Robbie Wiliams  | 0                                      |                                        |                                        |  |  |                                  |                                  |                                  |
|  |                                            |                                            | Mark Allen                                 | 4          |                 |                                        |                                        |                                        |  |  |                                  |                                  |                                  |
|  |                                            | Judd Trump                                 | Mark Allen                                 | 4          | 1               |                                        |                                        |                                        |  |  |                                  |                                  |                                  |
|  |                                            | Judd Trump                                 |                                            |            | 1               |                                        |                                        |                                        |  |  |                                  |                                  |                                  |
|  |                                            | Mark Allen                                 | 4                                          |            |                 |                                        |                                        |                                        |  |  |                                  |                                  |                                  |

## Finale
| Finale au meilleur des 7 manches Arbitre : Ingo Schmidt |                          |                            |
| Ding Junhui Chine                                       | 1 - 4 ( - )              | Mark Allen Irlande du Nord |
| 0 55                                                    | Centuries Meilleur break | 1 100                      |
| Mark Allen remporte l'Open de la Ruhr 2013              |                          |                            |